# 福井青春革命
『福井青春革命』（ふくいせいしゅんかくめい）は、小野寺昭憲監督によるドキュメンタリー映画。2005年5月1日映画祭公開、同年10月22日ロードショー公開。森川陽一郎監督による『福井青春物語』と同時上映された。

## 概要
映画『福井青春物語』のメイキング・ドキュメンタリーとして、本編の出演を兼務する小野寺昭憲が監督した。本編の監督・森川陽一郎と主演俳優・津田寛治の出会いから地元福井でのロケを完全密着、2人の友情と周囲のキャスト・スタッフのコメントを交えながら、本編では見えなかった映画製作の裏舞台を描いている。小野寺は「これは単なるメイキングではない。独立した一個のドキュメンタリー映画である」との認識の上に製作に臨んだ。
「福井青春物語」完成記念映画祭と題された映画祭にて、2005年5月1日福井市響のホールにて初公開された。『福井青春物語』と同時上映され、3日間で1252人の観客を動員した。同年10月には渋谷アップリンクＸにてロードショー公開され、翌年には岐阜シネマジャングルにてロードショー、地元福井ではテレビ放映された。

## 構成
2003年12月5日
- 森川陽一郎監督と主演・津田寛治の出会いと制作が決まるまでの経緯を、二人のインタビューで取材している。

2005年1月5日
- 森川監督が撮影直前まで脚本を書いている様子。
- メインキャストによる脚本読み合わせの様子。

2005年1月6日
- メインロケ1日目。

2005年1月7日
- メインロケ2日目。だるまや西武 (現：西武福井店)前でのラストシーン撮影。

## キャスト
- 森川陽一郎
- 津田寛治
- 山本浩司
- 小野寺昭憲（ナレーション）

## スタッフ
- 製作：KENFIL ARTS PRODUCTION
- 監督・編集・製作総指揮：小野寺昭憲
- 撮影監督：真理子